# Journey (formație)
Journey este o formație americană de rock, formată în San Francisco în 1973, compusă din foști membri ai formațiilor Santana și Frumious Bandersnatch. Formația a trecut prin mai multe faze de creștere și decădere. Cel mai mare succes comercial al întregii sale istorii de 42 de ani a durat circa 9 ani, între 1978 și 1987, după care s-a dezmembrat temporar.
În timpul acestei perioade de efervescență muzicală, formația a compus și lansat o serie de cântece de mare succes comercial, printre care se poate enumera mega-hitul din 1981 "Don't Stop Believin'", care a devenit în 2009 cel mai bine vândut cântec al "magazinului virtual" al firmei Apple, iTunes al cântecelor din secolul al 20-lea, vândute pe acest web site.  Albumul de studio, cel care a găzduit această piesă, Escape, cel de-al optulua al formației, a urcat mereu în topuri, atingând primul loc al Billboard 200 a fost și „gazda” unui alt cântec de mare succes, "Open Arms". Albumul care i-a urmat în 1983, Frontiers, a fost aproape la fel de apreciat în Statele Unite, atingând poziția a doua, dar a găsit și în Regatul Unit o audiență mai largă ca înainte, unde s-a plasat pe un loc onorabil șase pe UK Albums Chart. În anii 1990, formația s-a reunit cu succes, iar mai târziu s-a regrupat împreună cu diferiți soliști vocali.

## Discografie
Studio albums
| An   | Titlu                | Poziția maximă pe Billboard 200 | Casa de discuri |
| ---- | -------------------- | ------------------------------- | --------------- |
| 1975 | Journey              | 138                             | Columbia        |
| 1976 | Look into the Future | 100                             | Columbia        |
| 1977 | Next                 | 85                              | Columbia        |
| 1978 | Infinity             | 21                              | Columbia        |
| 1979 | Evolution            | 20                              | Columbia        |
| 1980 | Departure            | 8                               | Columbia        |
| 1981 | Escape               | 1                               | Columbia        |
| 1983 | Frontiers            | 2                               | Columbia        |
| 1986 | Raised on Radio      | 4                               | Columbia        |
| 1996 | Trial by Fire        | 3                               | Columbia        |
| 2001 | Arrival              | 56                              | Columbia        |
| 2005 | Generations          | 170                             | Sanctuary       |
| 2008 | Revelation           | 5                               | Nomota LLC      |
| 2011 | Eclipse              | 13                              | Nomota LLC      |

## Revizii, interviuri
- The Journey Zone
- E5C4P3.com's Herbie Herbert Interview Arhivat în 27 aprilie 2006, la Wayback Machine.

Format:Journey